# سندرم ولنس
سندرم ولنس (انگلیسی: Wellens' syndrome) یا نشانهٔ ولنس تظاهر الکتروکاردیوگرافیکِ تنگیِ بحرانیِ «شریان کرونر نزولی قدامی چپ» (LAD) در افراد مبتلا به آنژین ناپایدار است. این امواج را پیش‌تر دو نوع موج جداگانه A و B در نظر می‌گرفتند، اما اکنون آن را یک موج خاص در حال شکل‌گیری می‌دانند: در ابتدا وارونگی موج T دو فازی است که سپس به موج T وارونهٔ متقارن و غالباً عمیق (بیش از ۲ میلی‌متر) در لیدهای قفسه‌سینه‌ای قدامی مبدل می‌شود.
سندرم ولنس را نخستین بار هین ولنس و همکاران در سال ۱۹۸۲ در مبتلایان به آنژین صدری کشف و توصیف کردند. این پدیده چندان نادر نیست و در ۱۸٪ از بیماران در مطالعه اصلی اولیه وجود داشت. مطالعه آینده‌نگر بعدی، این سندرم را در ۱۴ درصد بیماران در زمان مراجعه و ۶۰ درصد از بیماران در ۲۴ ساعت اول شناسایی کرد.
وجود سندرم ولنس دارای ارزش تشخیصی و پیش‌آگهی قابل توجهی است. همه افراد در مطالعه «دی تسوان» با یافته‌های مشخص ولنس، بیش از ۵۰٪ تنگی شریان نزولی قدامی چپ (میانگین = ۸۵٪ تنگی) و ۵۹٪ انسداد کامل یا تقریباً کامل داشتند. در گروه اصلی مطالعه ولنس، ۷۵ درصد از افرادی که تظاهرات الکتریکی معمول این سندرم را داشتند، دچار انفارکتوس قدامی قلب بودند. حساسیت و ویژگی برای تنگی شدید (بیشتر یا مساوی ۷۰٪) شریان LAD به ترتیب ۶۹٪ و ۸۹٪ با ارزش اخباری مثبت ۸۶٪ بود.

## معیارهای تشخیص
- وارونگی عمیق متقارن و پیشرونده موج T در لیدهای V2 و V3
- شیب امواج T معکوس معمولاً در حدود ۶۰–۹۰ درجه است
- افزایش اندک یا عدم افزایش مارکرهای خونی قلب
- بالارفتن جزئی یا عدم بالارفتن قطعه اس‌تی
- عدم از بین رفتن امواج R پره‌کوردیال.